# Jens Juul Eriksen
Jens Juul Eriksen (* 9. Juli 1926 in Århus; † 29. Juli 2004 ebenda) war ein dänischer Radrennfahrer.

## Sportliche Laufbahn
Eriksen war Teilnehmer der Olympischen Sommerspiele 1952 in Helsinki. Dort startete er im Tandemrennen und wurde beim Sieg von Lionel Cox und Russel Mockridge mit seinem Partner Olaf Holmstrup auf dem 5. Rang klassiert. 1951 wurde er Vize-Meister im Sprint der Amateure hinter Ove Krogh Rants, 1953 dann hinter Werner Andresen. Eriksen startete für den Verein Århus Bane-Club.